# Radiative Forcing Index
Mit dem Radiative Forcing Index (RFI-Faktor) wird der erhöhte Treibhauseffekt von Flugzeugemissionen (insbesondere von CO2,  H2O (gasförmig) und Stickoxiden) in großen Flughöhen beschrieben.

## Beschreibung
Betrachtet man alle Emissionen des Flugverkehrs zusammen, ergibt sich aus dem RFI, dass der Flugverkehr im Durchschnitt eine rund 2,7-mal so große Erwärmungswirkung hat, wie sich aus dem reinen CO2-Ausstoß ergibt. Das deutsche Umweltbundesamt geht sogar von einem RFI von 3-5 aus, wenn der Effekt der Bildung von Cirruswolken berücksichtigt wird. Bezüglich der wissenschaftlich exakten Aussagekraft des RFI bestehen Zweifel. Unzweifelhaft ist aber, dass zur Einschätzung der Erwärmungswirkung der Emissionen des Flugverkehrs eine Gesamtbetrachtung der Emissionen heranzuziehen ist.

## Berechnung
{\displaystyle {\text{RFI}}={\frac {RF_{\text{gesamt Emissionen}}}{RF_{\text{CO2-Anteil}}}}}
mit RF = Strahlungsantrieb